# Гадюка закавказька
Гадю́ка закавка́зька (Vipera transcaucasiana) — отруйна змія з роду Гадюк родини Гадюкові. Інша назва «носата гадюка».

## Опис
Загальна довжина досягає 84 см. Змія отримала свою назву за м'який виріст на кінчику морди, спрямований вгору на 3-5 мм й вкритий дрібними лусочками. Голова зверху вкрита дрібною ребристою лускою. Черевних щитків 133–162, підхвостових — 28-43 пари. Навколо середини тулуба тягнуться 21-23 рядки луски.
Забарвлення верхньої сторони тулуба сіре або бурувато-червонувате з вузькими темними поперечними смужками уздовж спини. Черево жовтувато-сірого кольору, вкрите дрібними темними цятками. Кінчик хвоста знизу жовто-зелений або помаранчевий.

## Спосіб життя
Полюбляє ксерофітні гірські ліси, дотримується кам'янистих схилів, порослих дубом, сосною й грабом, лісові галявини. Зустрічається на висоті до 1700 м над рівнем моря. У літню спеку ця гадюка активна тільки у ранкові та вечірні години. Отруйна, як і інші гадюкові змії. Отрута гемолітичної дії (впливає на кров і кровотворні органи). Укуси становлять велику небезпеку для домашніх тварин та людини. Харчується гризунами, птахами і ящірками. Йде на зимівлю наприкінці жовтня.
Це яйцеживородна змія. Вихід із зимівлі й парування відбувається у березні-квітні. Наприкінці серпня — напочатку вересня самка народжує 4-10 дитинчат довжиною до 22-23 см.

## Розповсюдження
Мешкає у Грузії, північно-західному Азербайджані, північній Туреччині та Ірані.